# Porphyrinia elychrysi
Porphyrinia elychrysi là một loài bướm đêm trong họ Noctuidae.